# Shikishima (couraçado)
O Shikishima (敷島) foi um couraçado pré-dreadnought operado pela Marinha Imperial Japonesa e a primeira embarcação da Classe Shikishima, seguido pelo Hatsuse. Sua construção começou em março de 1897 na Thames Ironworks e foi lançado ao mar em novembro do ano seguinte, sendo comissionado em janeiro de 1900. Era armado com uma bateria principal composta por quatro canhões de 305 milímetros montados em duas barbetas duplas, tinha um deslocamento normal de quinze mil toneladas e alcançava uma velocidade máxima de dezoito nós.
O Shikishima participou da Guerra Russo-Japonesa de 1904–05, estando presente na Batalha de Porto Artur em fevereiro de 1904, na Batalha do Mar Amarelo em agosto e na Batalha de Tsushima em maio de 1905, sendo levemente danificado nesta última. Além disso, projéteis de sua bateria principal explodiram prematuramente dentro dos canhões tanto no Mar Amarelo quanto em Tsushima. Foi reclassificado em 1921 como um navio de defesa de costa e serviu como navio-escola pelo restante da sua existência, sendo desarmado em 1923 e finalmente desmontado em 1948.

## Características

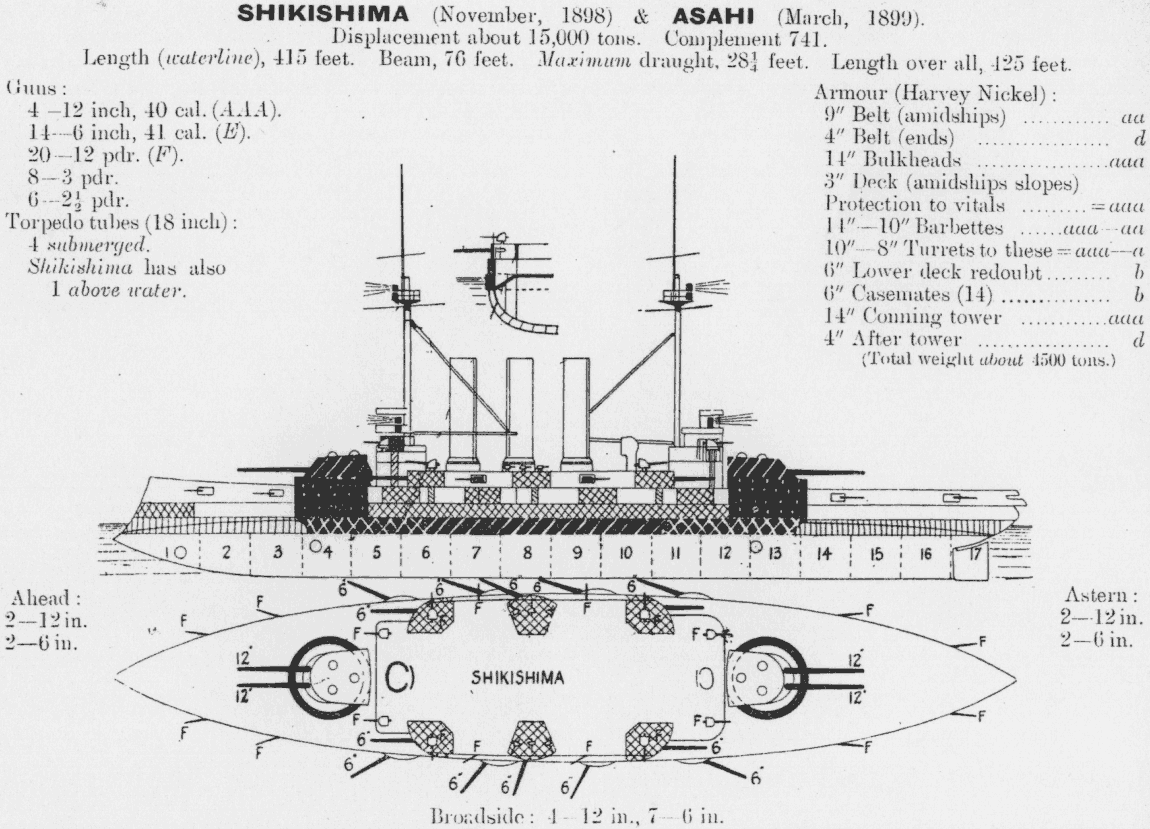
Desenho da Classe Shikishima

O projeto dos couraçados da Classe Shikishima era uma versão aprimorada da Classe Majestic da Marinha Real Britânica. Eles foram encomendados de estaleiros britânicos porque, na época, o Japão ainda carecia da tecnologia e capacidade industrial de construir seus próprios couraçados. Os navios foram encomendados como parte do Programa de Expansão Naval de Dez Anos e pagos com as trinta milhões de libras esterlinas de indenização da China pela derrota na Primeira Guerra Sino-Japonesa de 1894–95.
O Shikishima tinha 133,7 metros de comprimento de fora a fora, uma boca de 23,3 metros e um calado de 8,3 metros. O deslocamento normal era de 15 090 toneladas. O sistema de propulsão tinha 25 caldeiras Belleville que alimentavam dois motores verticais de tripla-expansão Humphrys Tennant, cada um girando uma hélice. Tinha uma potência indicada de 14,7 mil cavalos-vapor (10,8 mil quilowatts) para uma velocidade máxima de dezoito nós (33 quilômetros por hora), mas durante seus testes marítimos alcançou dezenove nós (35 quilômetros por hora) a partir de 14 874 cavalos-vapor (10 937 quilowatts). Tinha uma autonomia de cinco mil milhas náuticas (9,3 mil quilômetros) a dez nós (dezenove quilômetros por hora). A tripulação era composta por 741 a 849 oficiais e marinheiros.
A bateria principal consistia em quatro canhões calibre 40 de 305 milímetros montados em duas barbetas duplas, uma à vante e outra à ré da superestrutura. O armamento secundário tinha catorze canhões calibre 40 de 152 milímetros montados em casamatas na superestrutura e nas laterais do casco. A defesa contra barcos torpedeiros tinha vinte canhões de 76 milímetros e doze canhões de 47 milímetros, todos em montagens únicas. Também haviam quatro tubos de torpedo submersos de 450 milímetros, dois em cada lateral. O cinturão principal de blindagem era feito de aço Harvey e tinha de 102 a 229 milímetros de espessura. As coberturas das barbetas tinham 254 milímetros, enquanto o convés blindado tinha de 64 a 102 milímetros.

## Carreira
O Shikishima foi nomeado a um dos nomes poéticos do Japão. Seu batimento de quilha ocorreu em 29 de março de 1897 na Thames Ironworks em Londres. Foi lançado ao mar em 1º de novembro de 1898 e finalizado em 26 de janeiro de 1900. Foi levemente danificado  durante um tufão em Yokosuka em setembro de 1902.
A Guerra Russo-Japonesa começou no início de 1904 e nesta época o oficial comandante do Yashima era o capitão Izō Teragaki. O navio participou em 9 de fevereiro da Batalha de Porto Artur, quando os japoneses atacaram a Esquadra do Pacífico russa que estava ancorada do lado de fora de Porto Artur. O vice-almirante Tōgō Heihachirō, o comandante japonês, esperava que um ataque surpresa noturno por seus contratorpedeiros seria muito mais bem sucedido do que realmente foi e também contava que seu oponente ficasse desorganizado e enfraquecido, mas os russos se recuperaram rapidamente e estavam prontos para o ataque principal. Os japoneses foram avistados pelo cruzador protegido Boyarin, que estava em patrulha no litoral e avistou o resto da frota. Tōgō escolheu atacar as defesas costeiras russas com seus canhões principais e enfrentar as embarcações russas com a bateria secundária. Esta divisão de poder de fogo foi uma escolha ruim, pois as armas secundárias de 203 e 152 milímetros pouco danificaram os navios inimigos, que concentraram todos os seus disparos na força japonesa. O Shikishima foi acertado por um único projétil de 152 milímetros que feriu dezessete tripulantes.
O navio participou de uma ação em 13 de abril em que Tōgō conseguiu atrair uma parte da Esquadra do Pacífico para fora do porto, incluindo o couraçado Petropavlovsk, a capitânia do vice-almirante Stepan Makarov. Os russos deram a volta a fim de retornarem assim que avistaram os seis couraçados da 1ª Divisão, porém o Petropavlovsk entrou em um campo minado japonês criado na noite anterior. Ele bateu em uma mina naval e afundou em menos de dois minutos depois de um dos seus depósitos de munição ter explodido, com Makarov estando entre os mortos. Tōgō foi encorajado por esse sucesso e retomou as missões de bombardeio, o que fez os russos criarem mais campos minados.

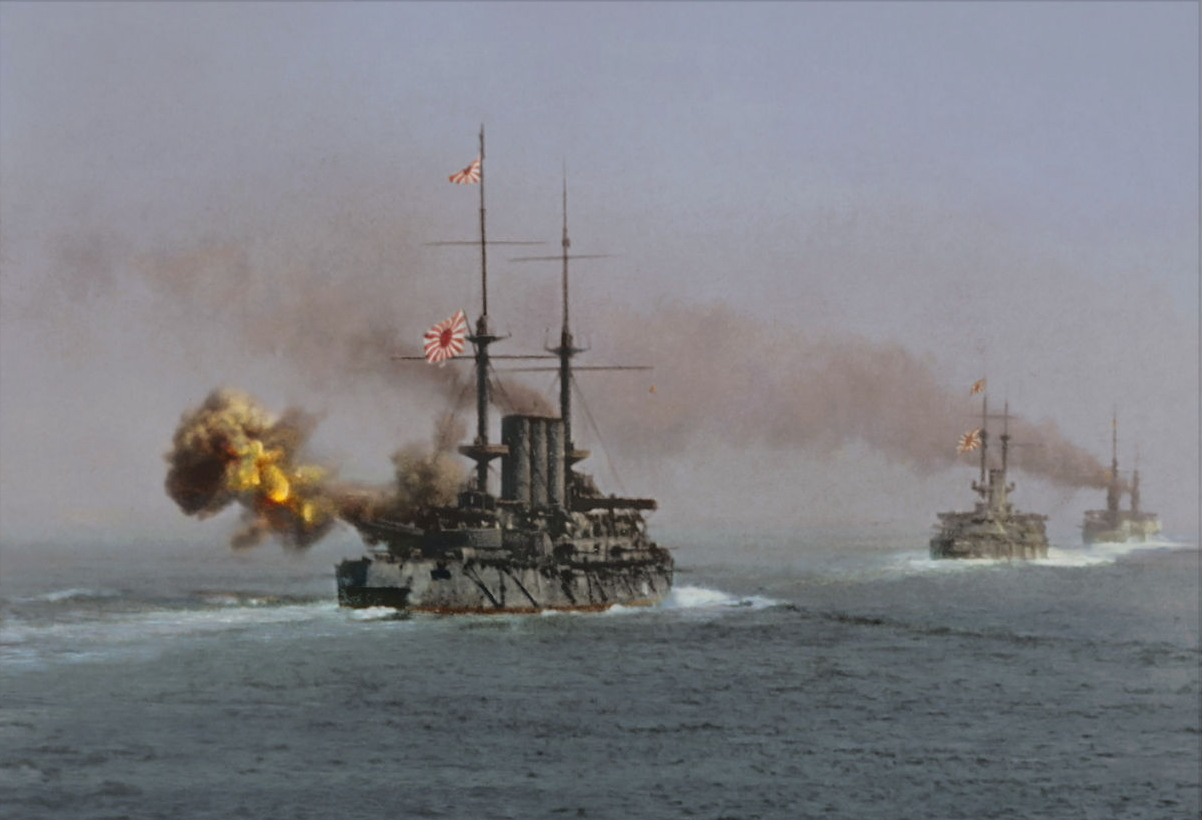
O Shikishima disparando seus canhões durante a Batalha do Mar Amarelo em 10 de agosto de 1904; à vante estão os couraçados, e Mikasa

O Shikishima foi para o mar em 14 de maio junto com seu irmão Hatsuse, o couraçado Yashima, o cruzador protegido Kasagi e o barco de despachos Tatsuta para substituir a força que estava bloqueando Porto Artur.  A esquadra encontrou na manhã seguinte um campo minado criado pelo lança-minas russo Amur. O Hatsuse bateu em uma mina às 10h50min e ficou sem direção, com o Yashima batendo em outra enquanto se movia para ajudar. O Hatsuse ficou à deriva e bateu em uma segunda mina às 12h33min, afundando após uma detonação no seu depósito de munição. A inundação do Yashima não pode ser controlada e ele afundou oito horas depois.
Participou em 10 de agosto da Batalha do Mar Amarelo, com seu único dano sofrido ocorrendo quando um de seus projéteis de 305 milímetros explodiu prematuramente dentro do cano, incapacitando o canhão. Também esteve presente em 27 de maio de 1905 na Batalha de Tsushima, sendo o segundo navio da linha de batalha, à ré da capitânia Mikasa. Foi um dos principais alvos da frota russa e foi acertado nove vezes, com o mais sério penetrando abaixo de uma casamata secundária e matando ou ferindo todos os artilheiros. Outro projétil de 305 milímetros detonou prematuramente, destruindo seu canhão completamente. O Shikishima e o Mikasa concentraram seus disparos no couraçado Oslyabya, que afundou depois de dois acertos na proa abaixo da linha de flutuação. O Oslyabya foi o primeiro couraçado moderno na história afundado apenas por artilharia. O Shikishima disparou ao todo 74 projéteis de 305 milímetros, 1 395 projéteis de 152 milímetros e 1 272 projéteis de 76 milímetros. Também lançou um torpedo contra o danificado cruzador mercante armado Ural, afundando-o.
O Shikishima ficou baseado em Sasebo entre 1914 e 1915, sendo em seguida designado para a 2ª e 5ª Esquadras. Foi reclassificado como um navio de defesa de costa de primeira classe em 1º de setembro de 1921, sendo usado como navio-escola para tripulações de submarinos até ser reclassificado como navio de transporte em 1º de abril de 1923. Continuou a ser usado para deveres de treinamento em Sasebo, sendo enviado para desmontagem apenas em janeiro de 1948 no Arsenal Naval de Sasebo.